# Attonda nana
Attonda nana är en fjärilsart som beskrevs av Holland 1894. Attonda nana ingår i släktet Attonda och familjen nattflyn. Inga underarter finns listade i Catalogue of Life.